# 강진 무위사 극락보전
강진 무위사 극락보전(康津 無爲寺 極樂寶殿)은 대한민국 전라남도 강진군 성전면 무위사에 있는 조선 초기의 대표적인 주심포(柱心包)식 건물이다. 무위사에서 가장 오래된 건물이며 1962년 12월 20일 국보 제13호로 지정되었다.
1956년 중수시에 벽화의 묵서명(墨書銘)으로 “十二年丙申三月初吉畵成”이라는 명문이 나와 건축도 벽화가 만들어진 1476년(성종 7년)의 것으로 추측된다. 정면과 측면이 모두 3칸이며 공포는 안팎 2출목(出目)이고 두공(頭工) 위의 첨차가 좌우로 길게 뻗어 장설(長舌)로 되었고 점차 아래쪽은 주심포 특유의 곡선으로 되어 짧고 강한 앙설(仰舌)이 있다. 지붕은 맞배지붕 구조를 이루고 있다. 세부에 이르기까지 견실한 수법을 보여주는 건물이다.

## 개요
무위사는 신라 진평왕 39년(617)에 원효대사가 관음사(觀音寺)라는 이름으로 처음 지은 절로, 여러 차례에 걸쳐 보수공사가 진행되면서 1555년(명종 10년)에 무위사로 개칭되었다.
이 절에서 가장 오래된 건물인 극락보전은 합천 해인사 장경판전과 함께 대표적인 조선 전기 건축물로 세종 12년(1430)에 지어졌다. 앞면 3칸·옆면 3칸 크기이다. 지붕은 옆면에서 볼 때 사람 인(人)자 모양인 맞배지붕으로, 지붕 처마를 받치기 위해 장식하여 짜은 구조가 기둥 위에만 있으며 간결하면서도 아름다운 조각이 매우 세련된 기법을 보여주고 있다.
극락보전 안에는 아미타삼존불과 29점의 벽화가 있었지만, 지금은 불상 뒤에 큰 그림 하나만 남아 있고 나머지 28점은 전시관에 보관하고 있다. 이 벽화들에는 전설이 전하는데, 극락전이 완성되고 난 뒤 한 노인이 나타나서는 49일 동안 이 법당 안을 들여보지 말라고 당부한 뒤에 법당으로 들어갔다고 한다. 49일째 되는 날, 절의 주지스님이 약속을 어기고 문에 구멍을 뚫고 몰래 들여다 보자, 마지막 그림인 관음보살의 눈동자를 그리고 있던 한 마리의 파랑새가 입에 붓을 물고는 어디론가 날아가 버렸다고 한다. 그래서인지, 지금도 그림속 관음보살의 눈동자가 없다.
이 건물은 곡선재료를 많이 쓰던 고려 후기의 건축에 비해, 직선재료를 사용하여 간결하면서 짜임새의 균형을 잘 이루고 있어 조선 초기의 양식을 뛰어나게 갖추고 있는 건물로 주목 받고 있다.

## 같이 보기
- 강진 무위사 극락전 아미타여래삼존벽화 - 국보 제313호
- 강진 무위사 선각대사탑비 - 보물 제507호
- 강진 무위사 아미타여래삼존좌상 - 보물 제1312호
- 강진 무위사 극락전 백의관음도 - 보물 제1314호
- 강진 무위사 극락전 내벽사면벽화 - 보물 제1315호

## 사진

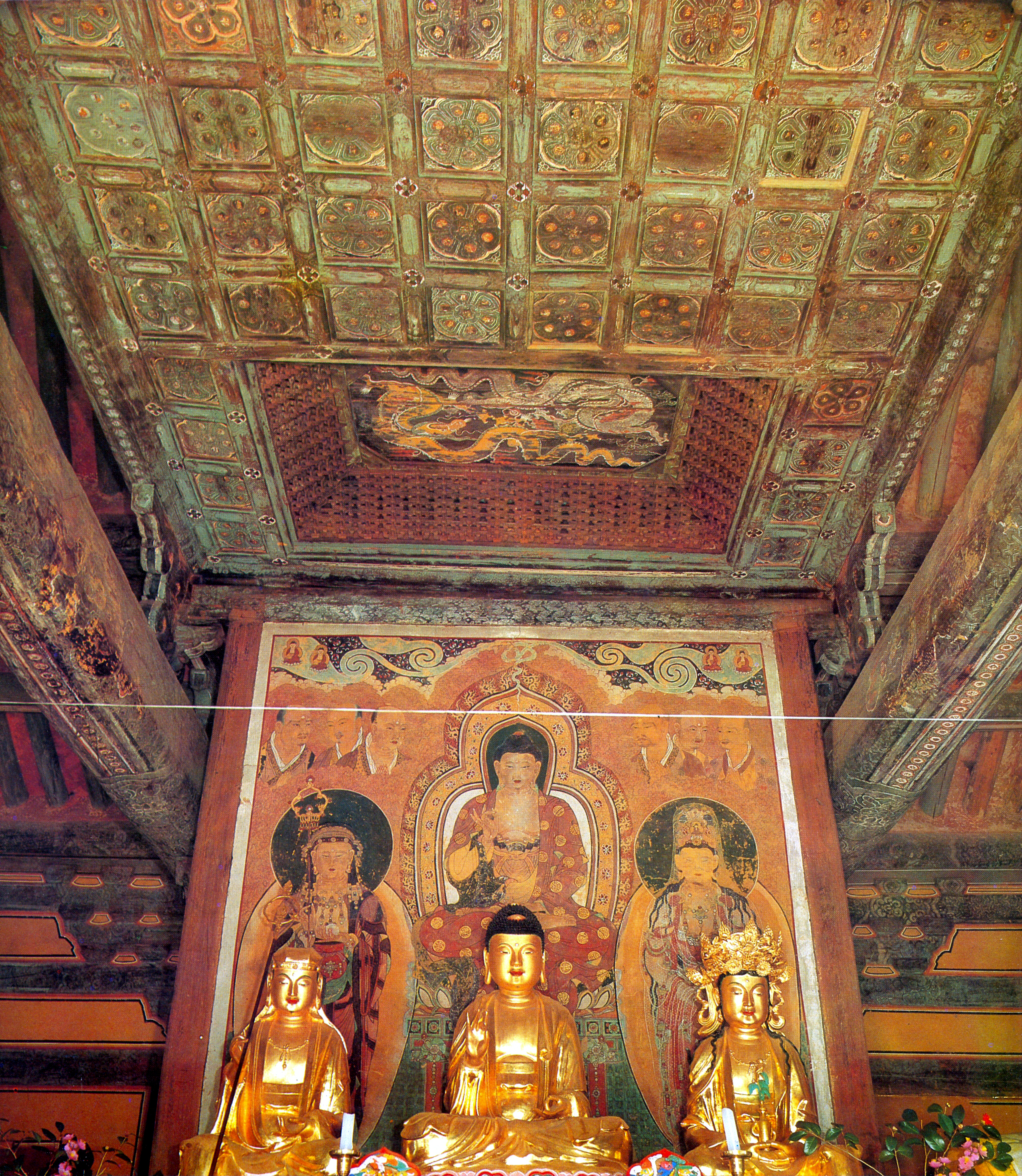
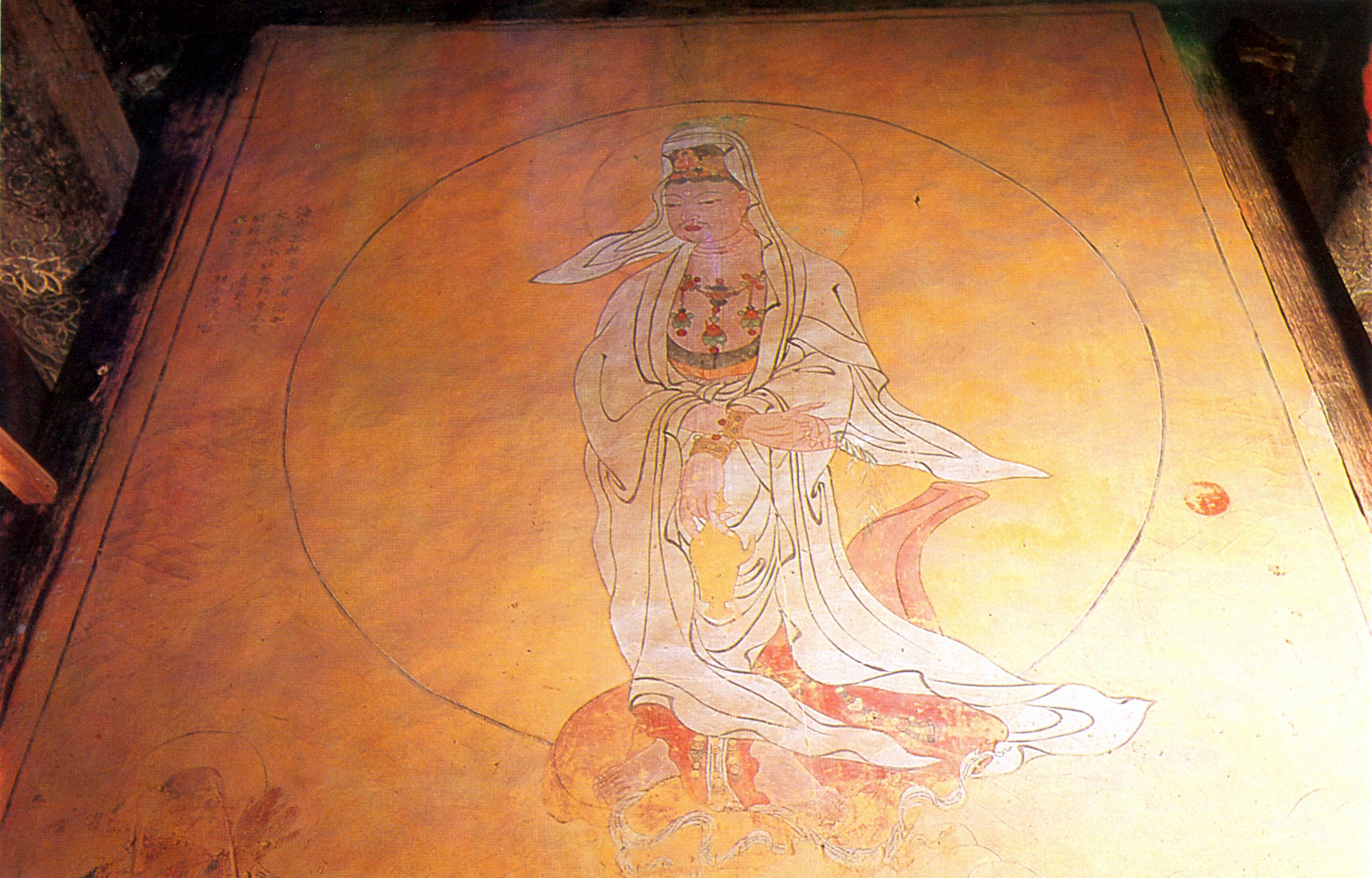
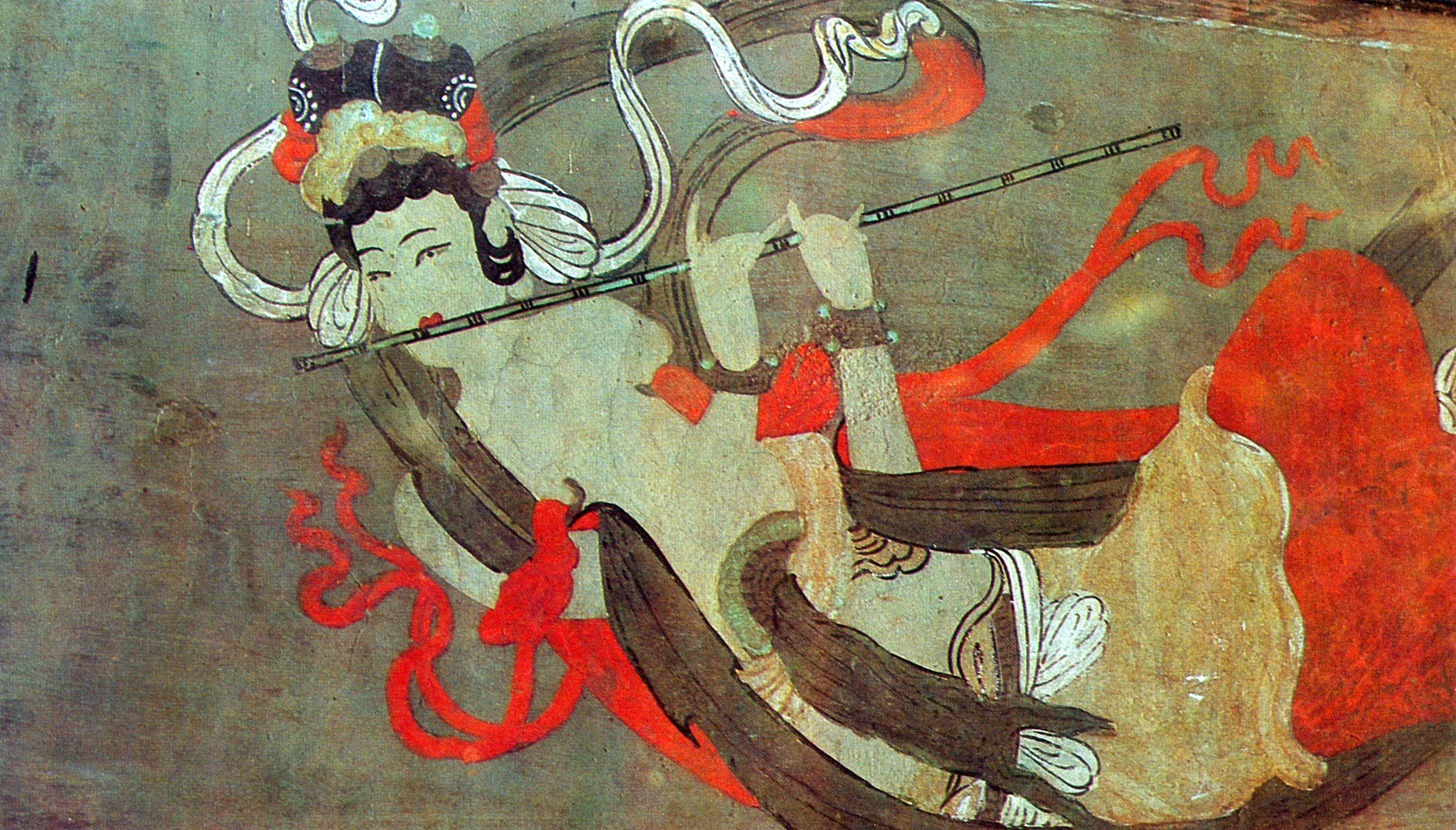
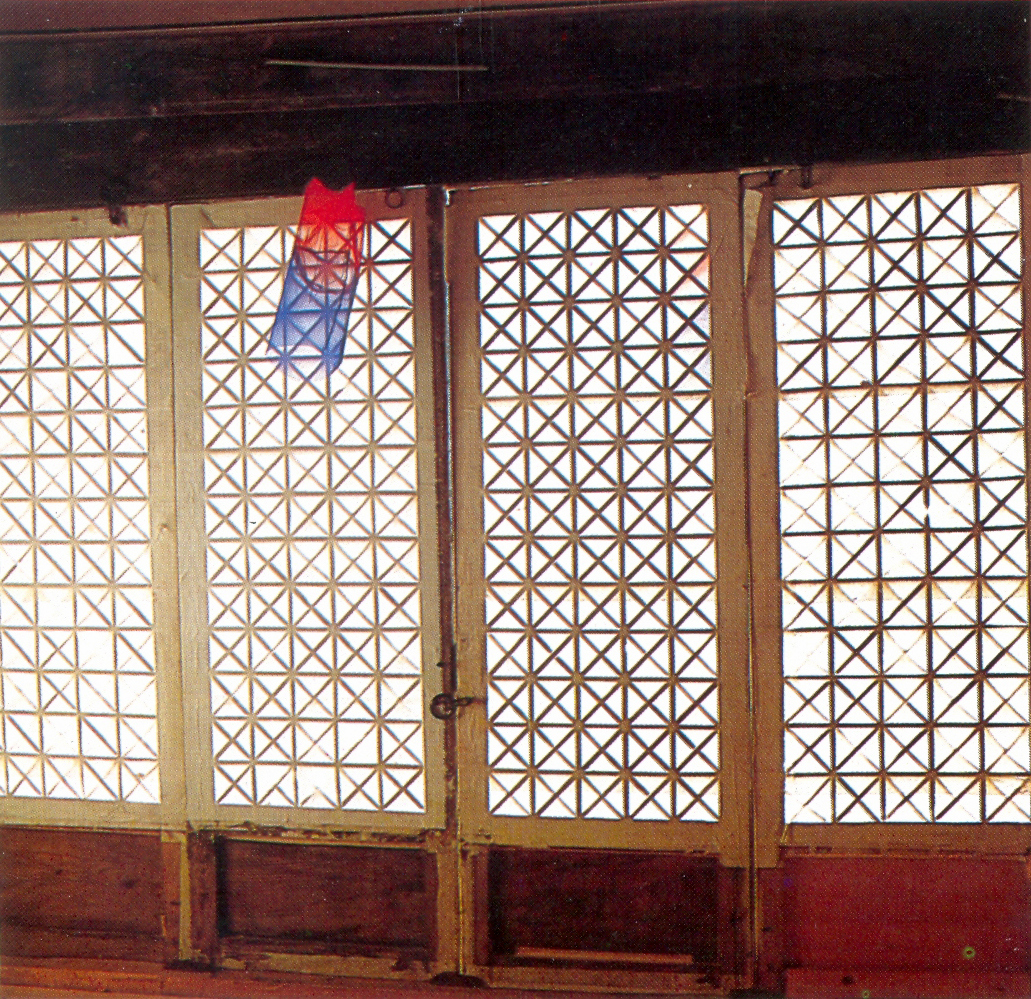
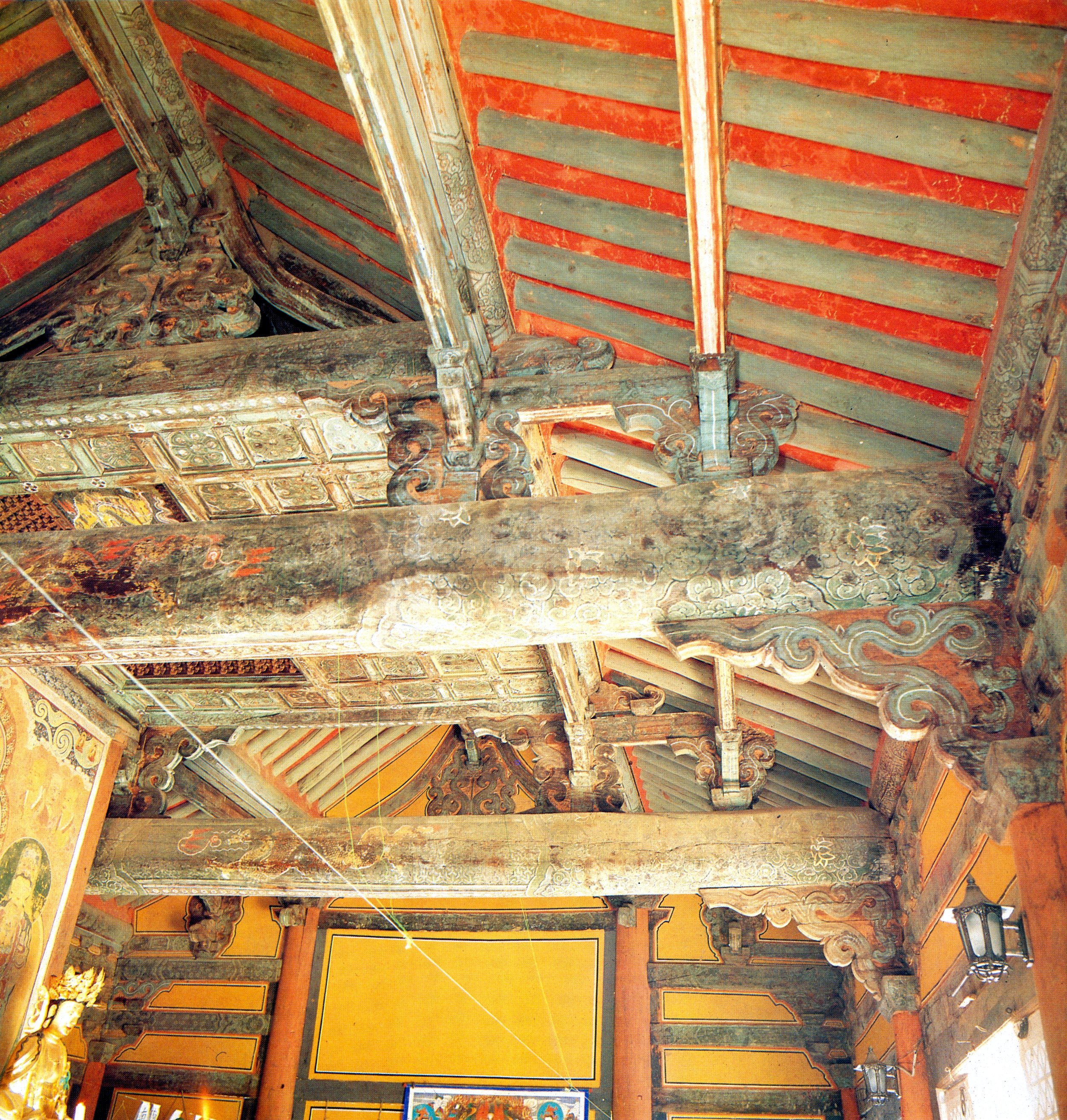
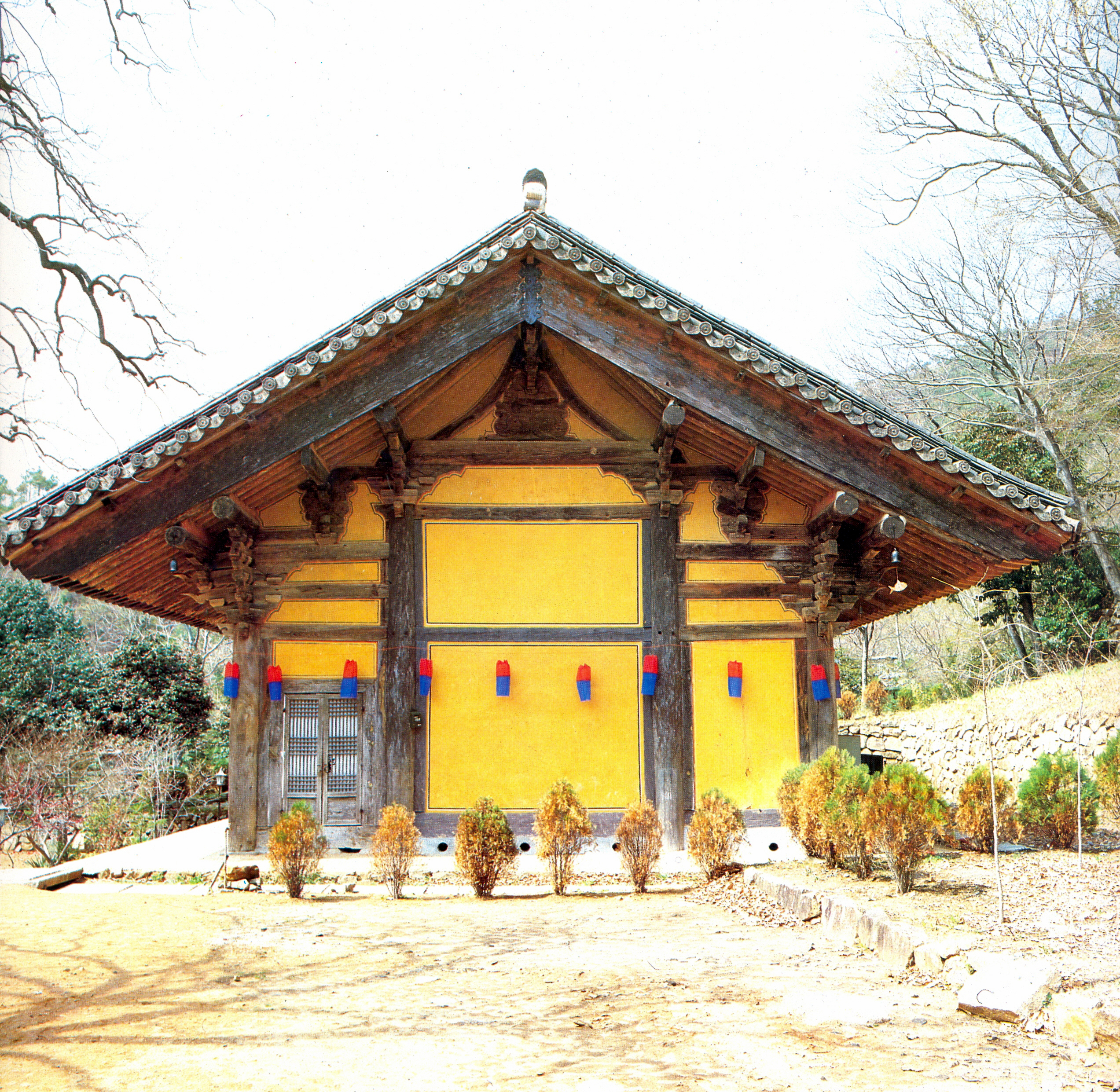
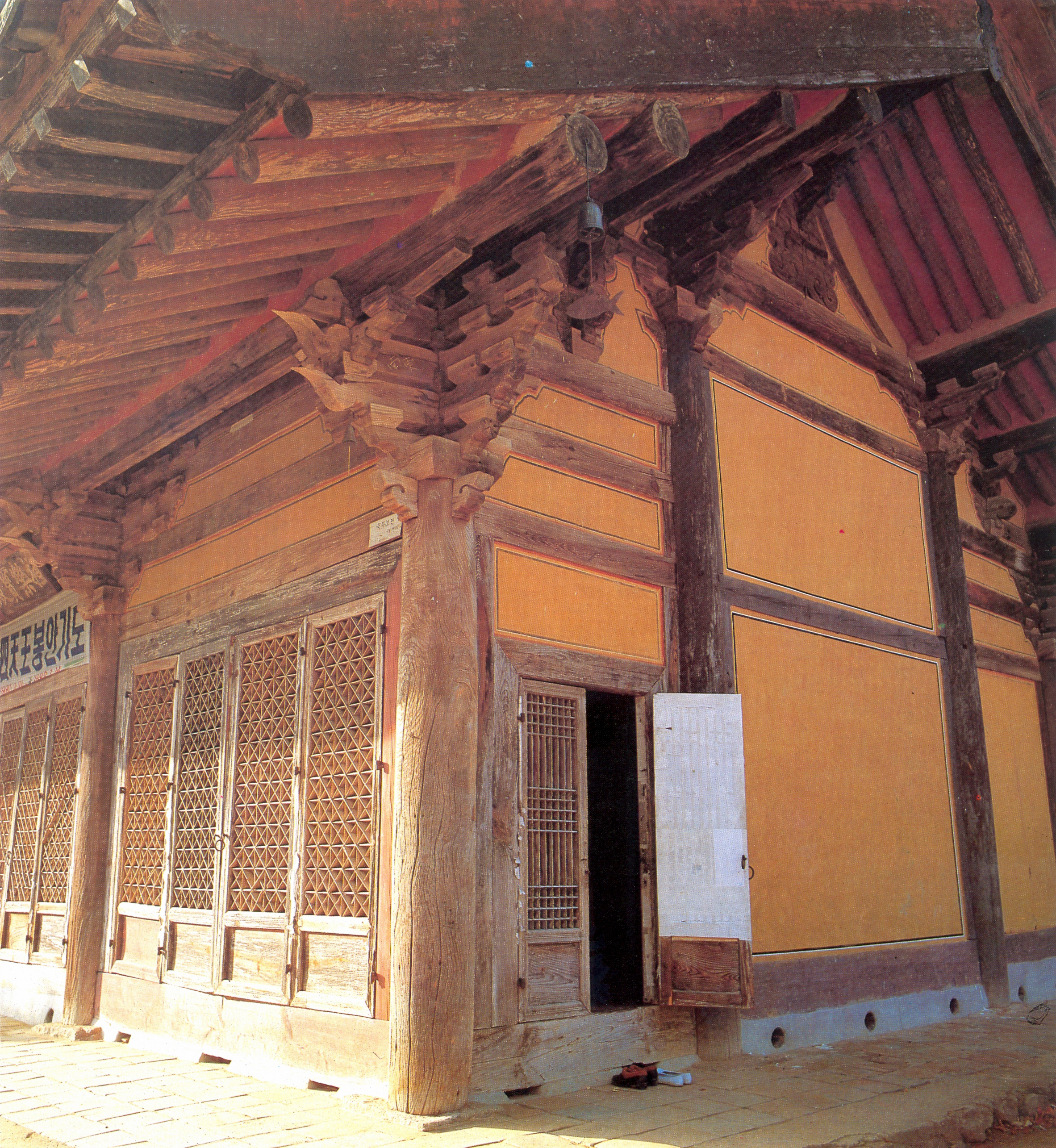
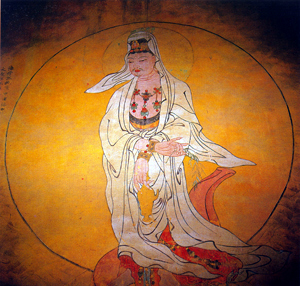